# Teddy Taylor
Pour les articles homonymes, voir Taylor.
Edward MacMillan Taylor (18 avril 1937 - 20 septembre 2017) est un homme politique du Parti conservateur britannique qui est député pendant quarante ans, de 1964 à 1979 pour Glasgow Cathcart et de 1980 à 2005 pour Southend East.
Il a toujours été eurosceptique et membre éminent et vice-président du Conservative Monday Club.

## Jeunesse et carrière
Taylor est né à Glasgow. Après avoir fait ses études au lycée de Glasgow et à l'Université de Glasgow, où il fréquente le futur leader travailliste John Smith, il travaille comme journaliste au Glasgow Herald et est conseiller municipal de Glasgow à partir de 1960. Il se présente à Glasgow Springburn aux élections générales de 1959, mais il est battu par John Forman du Labour.

## Carrière parlementaire
Il entre au Parlement pour la première fois aux élections de 1964 comme député de Glasgow Cathcart, à l'époque le bébé de la Chambre, car à 27 ans, il est le plus jeune député, mais pas pour longtemps car David Steel qui a 26 ans, entre au Parlement cinq mois plus tard. Il devient un ministre du bureau écossais dans le gouvernement d'Edward Heath. Il démissionne de ce poste en juillet 1971 pour protester contre l'adhésion du Royaume-Uni à la Communauté économique européenne. En raison de sa forte audience personnelle, il conserve la circonscription ouvrière de Glasgow Cathcart, l'un des deux seuls sièges conservateurs à Glasgow dans les années 1970.
C'est une figure controversée à son époque dans la politique écossaise, parfois connue sous le nom de "dial-a-quote", ou pour ses appels à ramener la sanction du fouet (qui a été abolie en 1947). Il est politiquement proche de Margaret Thatcher et est son secrétaire d'État fantôme pour l'Écosse.
Alors qu'il est secrétaire d'État fantôme pour l'Écosse, les conservateurs se prononcent fermement contre la décentralisation écossaise. Bien que Taylor soit fortement d'accord avec cela, il sait et avertit Thatcher qu'en s'opposant à la décentralisation, que les travaillistes promettaient aux prochaines élections, les électeurs modérés du Parti national écossais (SNP) qui dont favorables à la décentralisation mais pas nécessairement à l'indépendance passeraient travailliste, mettant ainsi en danger son siège, qu'il a conservé par 1757 voix en octobre 1974. On s'attendait à ce qu'il devienne le secrétaire d'État de Thatcher pour l'Écosse s'il avait conservé son siège aux élections de 1979. Il est réélu au Parlement moins d'un an après sa défaite, mais ne fait plus jamais partie du gouvernement.

### Monday Club
Il est un jeune membre de premier plan (avant 1966) de l'ancien club Monday Club, et est sur l'estrade lors du rassemblement très réussi du club lors de la conférence annuelle du Parti conservateur écossais à Perth le 17 mai 1968. Il est coopté pour la première fois au Conseil exécutif du Club le 9 septembre 1968. Il est répertorié dans une circulaire du club comme l'un de ses membres se présentant aux élections générales du 9 juin 1983, pour Southend East, et est élu vice-président du club le 23 juin de la même année. Il s'oppose constamment à la CEE et à l'UE et fait campagne pour le départ du Royaume-Uni. Il est l'un des principaux militants contre l'adhésion à l'euro et a également fait campagne contre la métrication. Tout au long de sa carrière, il se bat pour les intérêts des pêcheurs britanniques. Au nom du Monday Club, en juin 1974, il lance une attaque contre le vandalisme, affirmant à la Chambre des communes que ceux qui dégradent des bâtiments publics avec de la peinture en aérosol devraient être obligés de nettoyer eux-mêmes les bâtiments.
Taylor demande l'autorisation de présenter un projet de loi au parlement en octobre 1974 pour rétablir la peine capitale. En janvier suivant, faisant référence au meurtre d'un policier londonien par un homme armé de l'armée républicaine irlandaise provisoire, il déclare que "la réponse était le retour de la peine capitale" et ajoute que "si la police veut des armes, aucun gouvernement ne peut plus refuser". Il fait partie du comité de rédaction qui prépare le numéro de la Conférence du Parti conservateur du Club d'octobre 1985 de leur journal, Right Ahead, auquel il contribue à un long article intitulé Comment les conservateurs subventionnent la machine de guerre soviétique . Au milieu des années 80, il déclare: " Nelson Mandela devrait être abattu" . Le 30 mars 1990, il est le conférencier invité au dîner du 21e anniversaire de la succursale du Club dans le Surrey et est toujours vice-président en 1992. 

### Changement de siège
Aux élections de 1979, l'Écosse résiste à la tendance britannique en montrant un léger basculement des conservateurs au parti travailliste, et Taylor perd son siège, le seul député conservateur à cette élection (autre que les vainqueurs des élections partielles) à le faire. On attendait largement qu'il devienne secrétaire d'État pour l'Écosse. Taylor réintègre le Parlement à une élection partielle de 1980 pour Southend East après la mort de Stephen McAdden puis, à partir de 1997, représente Rochford et Southend East. Il n'entre pas au gouvernement après son retour, mais reçoit le titre de chevalier en 1991.
Avant d'être sélectionné pour se présenter à l'élection partielle de Southend, Taylor est candidat au rectorat de l'Université de Dundee. Il était le favori mais s'est retiré de l'élection à la dernière minute pour se présenter au siège parlementaire .
Pendant le gouvernement de John Major, il est l'un des rebelles de Maastricht et est temporairement expulsé du groupe parlementaire, bien qu'il ait été réintégré par la suite. Taylor ne se représente pas aux élections générales de 2005.
Taylor fait campagne pour un vote de "Partir" lors du référendum d'adhésion à l'Union européenne au Royaume-Uni en 2016 .
Taylor est décédé le 20 septembre 2017, après avoir été malade pendant quelques mois, à 80 ans .